# Pierre Toussaint Dechazelle
Pierre Toussaint Dechazelle, né de Chazelle à Lyon le 1er novembre 1752 et mort dans la même ville le 15 décembre 1833 est un peintre, littérateur et dessinateur français.
Il est également un homme d’affaires, fabricant de tissus et à l’origine de la prestigieuse maison de soieries Prelle. Personnage important de la scène culturelle lyonnaise des XVIIIe et XIXe siècles, il est aujourd'hui quelque peu oublié,.

## Biographie
Fils de Jacques de Chazelle, marchand passementier, et de Jeanne Marie Fau, Pierre Toussaint Dechazelle est un homme à multiple facettes. Lorsqu’il fut en âge de s’instruire, on confia son éducation à un de ses oncles, M. Faux, procureur du couvent des Génovéfains de Senlis, collège royal destiné spécialement aux jeunes gens de haute noblesse. Il fut ainsi, dès son plus jeune âge, en contact avec des enfants issus d’illustres familles. Doté d’une solide instruction et éduqué aux usages du monde, il se crée alors un réseau dans la bonne société.

## Début de carrière
Il se fait d’abord connaître comme dessinandier pour la Fabrique lyonnaise. Au sortir du collège, son père le destine au commerce. Néanmoins, il se penche très tôt sur le dessin des fleurs, après avoir étudié le dessin auprès de Donatien Nonnotte (1708-1785), peintre de la ville, et de Douet, peintre de fleurs d’un grand talent, lui-même héritier des leçons de Jean-Baptiste Monnoyer. Il étudie très largement la nature ce qui lui permet d’élargir son talent bien au-delà des compétences habituelles d’un ornemaniste. En effet, il introduit dans le décor des soieries un  naturalisme comparable à ceux des peintres de fleurs flamands contemporains œuvrant à Paris, tels van Spaendonck, ou encore van Huysum. Il se distingue très vite et son père doit alors l’émanciper pour qu’il puisse travailler à son compte. Très rapidement également, il se fait une réputation et une belle fortune.
Fort occupé par sa fabrique d’étoffes, Dechazelle aime surtout peindre pour se détendre. Il représente alors des moments de son quotidien, comme le visage de sa fille encadré de fleur ou encore du linge séchant dans une remise, mais aussi les épisodes d’une vie calme tel qu’un enfant qui s’instruit auprès d’un vieillard ou encore d’autres qui jouent avec un gros chien. Tout parait alors paisible alors que ces œuvres datent de 1789, début de la période révolutionnaire.

## La Révolution française
Sa place dans le monde est telle qu’elle lui ouvre les portes de la franc-maçonnerie lyonnaise.  Mais la Révolution le ramène vite à la réalité. À Lyon, les événements révolutionnaires sont violents et le siège de la ville par les armées de la République dure plusieurs mois. Même en tant que fort patriote, Dechazelle n’en reste pas moins terrifié par la Terreur. Il réussit néanmoins à s’en sortir sans d’autres dommages que des pertes financières. 
Cependant, tout lien n’est pas rompu avec le siècle précédent. Dechazelle joue un rôle actif dans la transmission du savoir. En dépit de leur brutalité, les événements révolutionnaires lyonnais ont pu activer une mutation manufacturière. En effet, apparaît le métier Jacquard, qui permet une fabrication plus rapide des étoffes. 
La la révolution de 1793 le force à quitter le commerce, ce qui lui permet alors de se livrer plus librement à la peinture, non seulement en peignant des fleurs mais en recherchant et encourageant les jeunes gens qui montraient quelque disposition pour cet art. Pendant ces troubles les artistes survivent comme ils peuvent, souvent à la campagne : Dechazelle achète La Grange Blanche de Parcieux le 21 mars 1793 pour la somme de 91 200 livres  et il y peint en compagnie d'Artaud. 
Sous le Directoire (1795-1799), il se trouve dans la situation de devoir redresser l’industrie de la soierie considérablement mise à mal par le tragique intermédiaire de l'an II et de la Terreur Blanche. Il tente également de relancer l’économie locale, devient ambassadeur de la scène artistique lyonnaise à Paris et favorise ainsi l’introduction dans la capitale de jeunes artistes lyonnais comme Jean-Michel Grobon, Pierre Révoil et Fleury François Richard. Ce dernier en parle comme de « l'homme supérieur à qui je dois presque tout ce que j'ai appris dans les arts ».
Au tournant de 1800, Dechazelle est l’artisan de la création du complexe culturel du palais Saint-Pierre, dans lequel s’articulent le musée des Beaux-Arts et l’École spéciale des arts, fondée en 1807. Il contribue à faire rentrer l’école lyonnaise dans la modernité. Néanmoins les témoignages de sa peinture restent particulièrement rares et le musée des Beaux-arts de Lyon n’en possède aucun. Son seul et unique autoportrait réalisé en 1780, présente un visage du nouveau siècle, en rien en rapport avec l’Ancien régime, en effet il porte le visage affable d’un homme du monde[pourquoi ?]. Une description faite par François Artaud le décrit comme « un homme de belle figure, grand, maigre, ayant le front chauve, poudré à blanc ».

## Un homme à multiples facettes

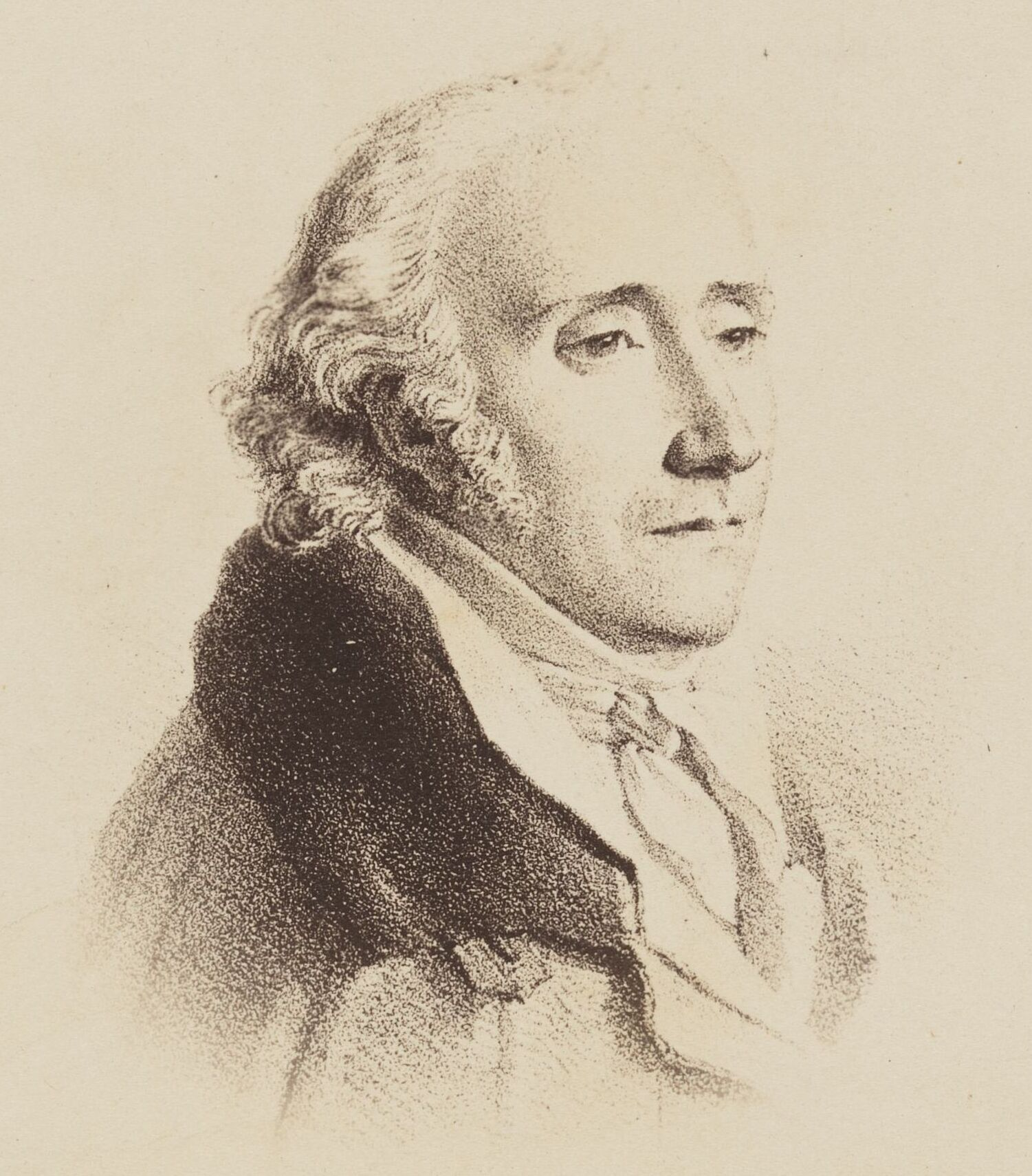
Portrait gravé par Jean-François Armbruster, 1885.

Membre de la Chambre de commerce, Pierre Toussaint Dechazelle prend place également au siège du Conservatoire des arts. Au début du XIXe siècle, il joue un rôle déterminant dans le développement des arts à Lyon, en liaison avec la Fabrique lyonnaise (création de l’école de dessin et du musée). Aussi la Grange Blanche lui doit-elle la construction d’une aile pour son salon de peinture, devenu plus tard le grand salon. 
En 1804, dans un concours ouvert à l’institut de la Chambre des commerces, sur la question de l’influence de la peinture sur les arts d’industrie commerciale, il reçoit une mention honorable. Il est donc un amateur et protecteur éclairé des arts, mais aussi peintre, littérateur, fabricant de tissue et historien. Son intelligence et son génie de dessinateur ont fait de Guyot et de Germain, dont il est devenu le directeur artistique, une maison de renommée internationale qui a considérablement contribué au rayonnement de la Fabrique lyonnaise en Europe de l’Est, en Russie et en Orient.

## L'art et la fabrique, peinture de fleurs
Le lien entre la peinture florale et la navette a toujours été très fort à Lyon. Dès le XVIIe siècle, des lettres patentes de Louis XIV autorisent l’ouverture d’une école de peinture et de sculpture. Au XVIIIe siècle, l’intendant de Lyon, Bertin[Lequel ?], reprend le projet, avec en 1769 un projet de classe de fleur qui aurait été confiée au peintre fleuriste Douet. Le Conservatoire des arts ouvert en 1796 ne dispose pas d’une classe de dessin appliqué au décor des étoffes ; c’est à ce moment qu’intervient Dechazelle. Son adhésion à la franc-maçonnerie, sa grande réputation de fabricant lui valent des relations étendues à Paris et dans toute l’Europe. Au lendemain de la Révolution, il obtient du consulat une école de dessin préparant aux métiers de la Fabrique, réalisée par étapes entre 1801 et 1807, date du décret de Varsovie, fondant l’une des rares écoles des beaux-arts de province. 

## Œuvres

### Publications
Dechazelle a une vaste imagination et ne peut se restreindre à peindre uniquement des fleurs. Il aime également s’entourer de jeunes artistes avec qui il peut communiquer ses idées parfois pittoresques, voir poétiques : notamment la recherche des causes physiques et morales des progrès et de la décadence des arts. Ses réflexions sur ce sujet ont été publiées pendant les derniers jours de sa vie, sous le titre Étude sur l’histoire des arts, tableau des progrès et de la décadence de la Statuaire et de la Peinture antiques au sein des révolutions qui ont agité la Grèce et l’Italie.
Son ouvrage De l’influence de la peinture sur les arts d’industrie est publié à titre posthume.

### Peinture
Sous Douet, il apprend plus à dessiner qu'à peindre, d’où la facilité et cette fermeté des contours qui caractérise le dessin de ses fleurs. Ses premiers tableaux se ressentent un peu de la manière française de son maître, soit par une touche un peu trop libre, soit par des seconds plans parfois gris et vaporeux, mais dans ceux qu’il peint plus tard, et sans doute après avoir étudié les maitres hollandais.
- Bouquet de fleurs au papillon, 34,5 × 27 cm, localisation inconnue.
- Portrait de Mme Dechazelle, 1782, huile sur toile, 43 × 32,5 cm, localisation inconnue.
- Allégorie de la mort, 1786, 32 × 24 cm, Lyon, collection particulière.
- Autoportrait, 1800, huile sur panneau, 58 × 48,5 cm, localisation inconnue.